# Jamkówka żółta

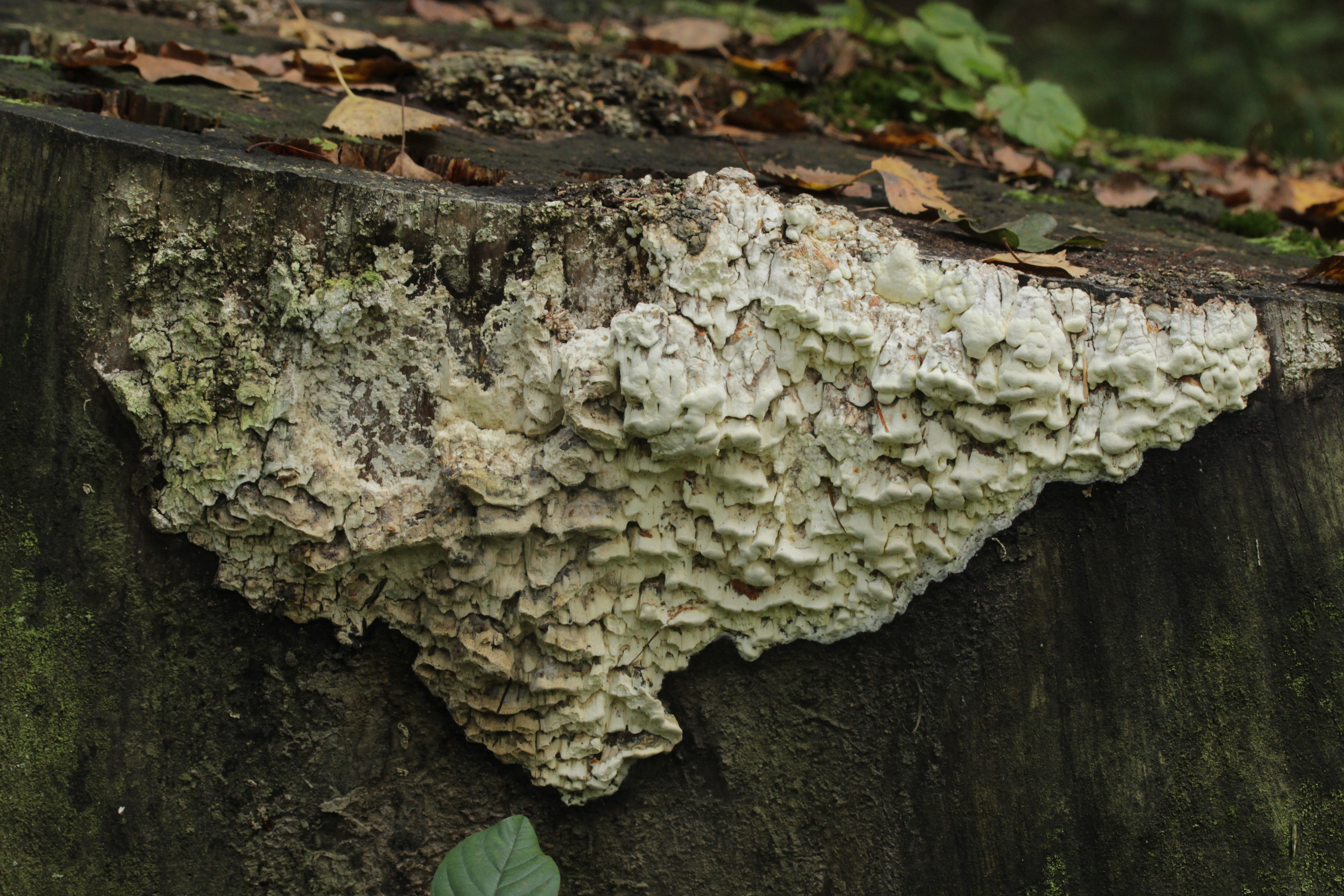

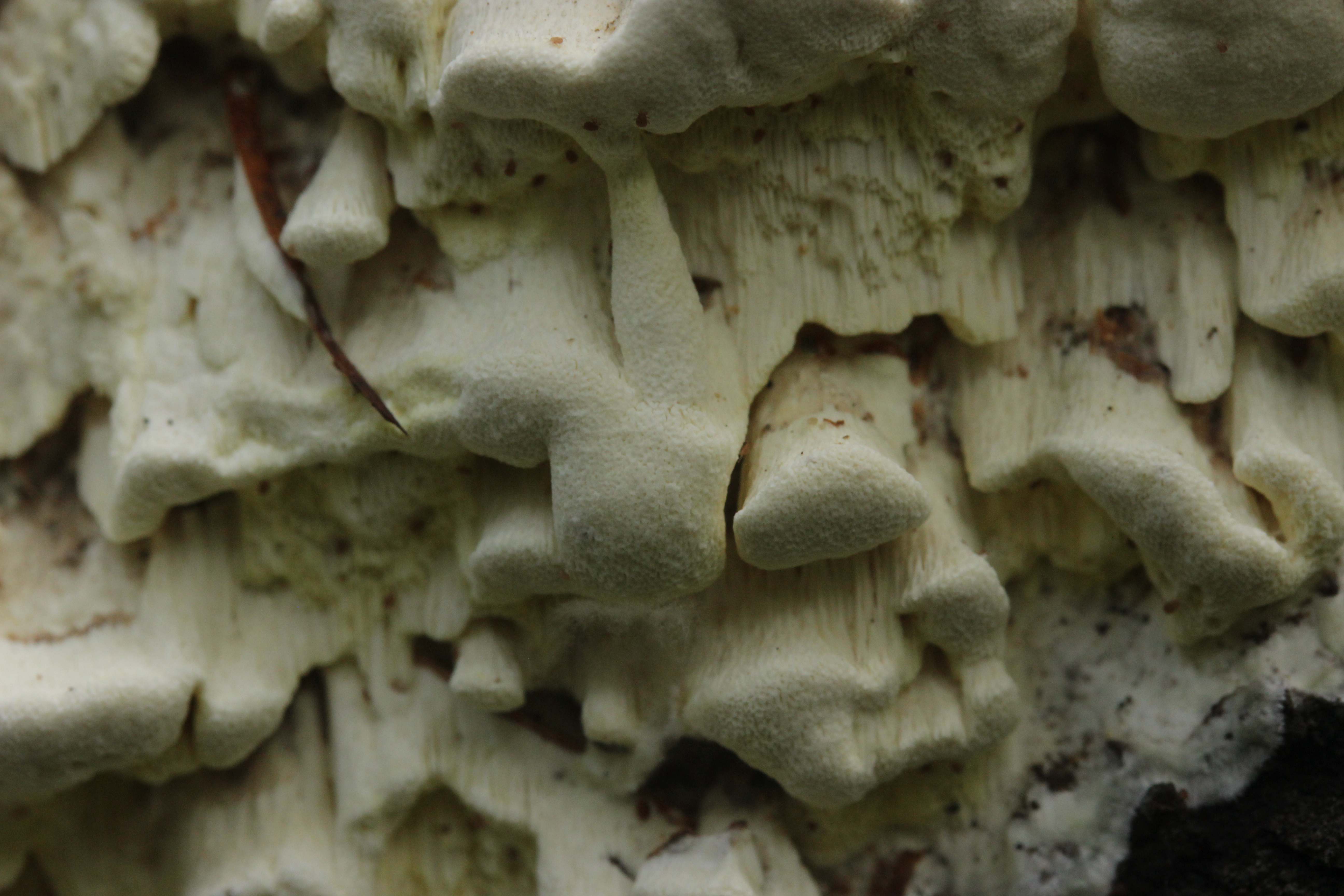

Jamkówka żółta (Daedalea xantha (Fr.) A. Roy & A.B. De) – gatunek grzybów z rzędu żagwiowców (Polyporales).

## Systematyka i nazewnictwo
Pozycja w klasyfikacji: Resinoporia, Fomitopsidaceae, Polyporales, Incertae sedis, Agaricomycetes, Agaricomycotina, Basidiomycota, Fungi.
Po raz pierwszy gatunek ten opisał w 1815 r. Elias Fries jako Polyporus xanthus, do rodzaju Daedalea przenieśli go Anjali Roy i A.B. De w 1997 r.
Ma 23 synonimów. Niektóre z nich:
- Amyloporia xantha (Fr.) Bondartsev & Singer 1941
- Amyloporiella flava A. David & Tortič 1984
- Antrodia flava Teixeira 1992
- Antrodia xantha (Fr.) Ryvarden 1973
- Chaetoporellus greschikii (Bres.) Bondartsev & Singer ex Bondartsev 1953[2].

W 1965 r. Stanisław Domański nadał mu nazwę mąkosa żółta, w 2003 r. Władysław Wojewoda zmienił ją na jamkówka żółta. Obydwie nazwy są niespójne z aktualną nazwą naukową.

## Morfologia
Owocnik
Jednoroczny, rozpostarty, często sąsiednie owocniki zlewają się z sobą tworząc wielkie płaty o grubości do 5 mm i czasami kilkumetrowej długości. Na pionowym podłożu tworzy liczne guzy. Jest silnie przyrośnięty, w świeżym stanie miękki, po wyschnięciu kruchy, kredowaty. Brzeg płonny, biały i wąski, często pajęczynowaty, w starszych owocnikach zanikający. Powierzchnia hymenialna w stanie świeżym gładka, cytrynowa lub siarkowożółta do kremowej, po wysuszeniu w eksykatach prawie biała lub bladokremowa i charakterystycznie popękana na kwadratowe kawałki o długości i szerokości 5–15 mm. Pory okrągłe, w ilości 5–7 na mm. Rurki proste lub ukośne, zwykle jednowarstwowe, ale czasami 2–3-warstwowe. Rocznie przyrastają 1–2,5 mm, a na pionowych podłożach do 5 mm. Ostrza całe, rzadko drobno ząbkowane i delikatnie omszone. Subiculum cienkie i białe lub kredowe, warstwa rurek bladożółtawo-kremowa do białej, o grubości do 3 mm. Miąższ bardzo cienki, o grubości 1–3 mm, białawy, w stanie świeżym o konsystencji kredy, po wyschnięciu ziarnisto-proszkowaty, pod działaniem jodu bardzo silnie wybarwia się na sino lub niemal czarno. Często składa się z kilku zrośniętych z sobą warstw rurek. Smak bardzo gorzki.
Cechy mikroskopowe
System strzępkowy dimityczny. Strzępki generatywne ze sprzążkami, cienkościenne, szkliste, 2–4 µm średnicy. Przeważają strzępki szkieletowe, proste do lekko falistych, bez przegród, nierozgałęzione, rzadko dychotomicznie rozgałęzione, o średnicy 3–6 µm. Brak cystyd, ale wśród podstawek w rozproszeniu znajdują się niepozorne, nie wystające cystydiole. W odczynniku Melzera słabo amyloidalny, jednak reakcja ta dobrze jest widoczna tylko na większej masie świeżych strzępek.
Gatunki podobne
Jamkówkę żółtą można łatwo zidentyfikować po cienkim, zwykle rozległym, przeważnie siarkowożółtym owocniku, który w starszych okazach odbarwia się i zwykle jest popękany i kruchy. Nieco podobne, wielowarstwowe owocniki tworzy jamkówka gruba (Resinoporia crassa), ale jest rzadsza, zwykle ma grubsze owocniki i kredowo-ziarnisty miąższ.

## Występowanie i siedlisko
Podano liczne stanowiska Daedalea xantha w Ameryce Północnej i Środkowej, w Europie, Azji, Australii, na Nowej Zelandii i jedno w Afryce. Najwięcej stanowisk podano w Europie, zwłaszcza w Europie Zachodniej i na Półwyspie Skandynawskim. W Polsce W. Wojewoda w 2003 r. przytoczył 7 stanowisk z uwagą, że jest to gatunek rzadki. Bardziej aktualne stanowiska podaje internetowy atlas grzybów. Znajduje się na Czerwonej liście roślin i grzybów Polski. Ma status V– gatunek, który zapewne w najbliższej przyszłości przesunie się do kategorii wymierających, jeśli nadal będą działać czynniki zagrożenia.
Nadrzewny grzyb saprotroficzny występujący w lasach iglastych i mieszanych. Rozwija się na pniach, pniakach i gałęziach martwych drzew iglastych i liściastych, zwłaszcza na sosnach.